# Svatý Mikuláš
Svatý Mikuláš z Myry (cca 280/286 Patara – 6. prosince 345/352 Myra) byl biskup v Myře v Lykii. Už za svého života byl velmi oblíbený mezi lidmi, proslul štědrostí k potřebným, jako obránce víry před pohanstvím a zachránce nespravedlivě obviněných. Pro množství zázraků, které se udály na jeho přímluvu, je také někdy zván Mikuláš Divotvůrce (Νικόλαος ὁ Θαυματουργός, Nikolaos ho Thaumaturgos). Jde o jednoho z nejuctívanějších svatých v celém křesťanství, ve východních církvích je druhým nejuctívanějším svatým vůbec (po Panně Marii).
V západní liturgické tradici jeho svátek připadá na 6. prosinec a oslava tohoto svátku je spojena s rozdáváním dárků dětem (obvykle navečer 5. prosince). Byl inspirací pro vytvoření mytické postavy Santa Clause, dodáním dalších atributů.
Svatý Mikuláš je uctíván jako patron námořníků, obchodníků, lukostřelců, dětí, lékárníků, právníků, studentů a vězňů. Je též patronem států (Rusko) a měst (Amsterdam, Bari, Barranquilla atd.).

## Život

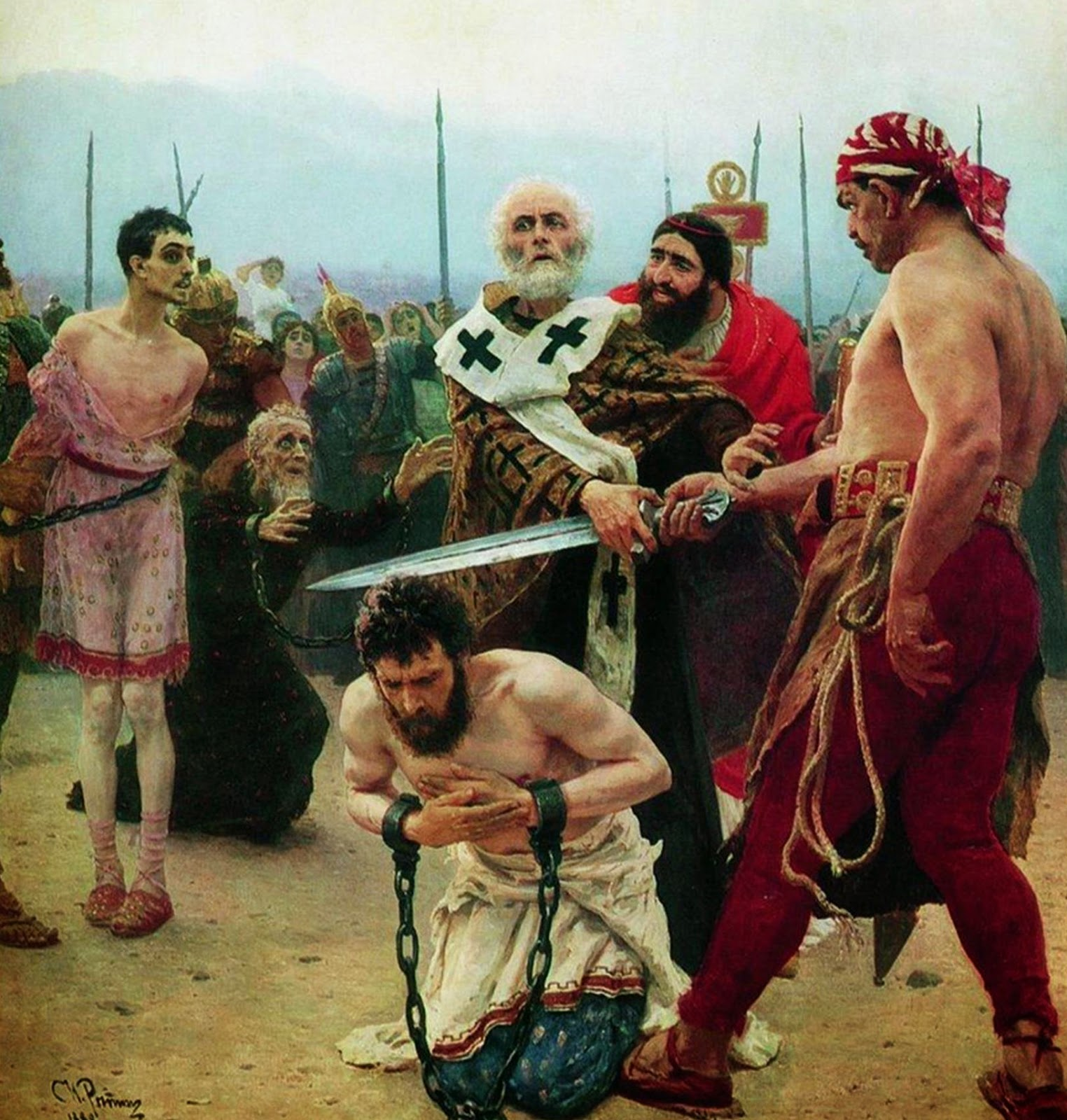
Sv. Mikuláš zastavuje popravu podle Repina.

Mikuláš se narodil ve městě Patara v římské provincii Asii do křesťanské řecké rodiny. Běžně se počítá, že se tak stalo mezi lety 280/286, ale udávají se i dřívější termíny, z nichž nejzazší mluví o roku 250. Z toho, že se stal patronem rybářů a námořníků, bývalo odvozováno, že by mohl být původně povoláním rybář či námořník, pravděpodobnější ale je, že se jeho rodina zabývala obchodem s rybami. Byl velmi zbožný a po smrti otce prý rozdal dědictví chudým. Někteří z toho odvozují, že v té době byl už váženým knězem či biskupem. Obecně se předpokládá, že se stal biskupem (či nejvýznamnějším knězem) v Myře (nyní Demre v Turecku) kolem roku 300 a to ve velmi mladém věku.
Během Galeriova a Maximinova pronásledování křesťanů byl patrně vězněn. Během rozkvětu křesťanských komunit za Licinia již byl zcela jistě biskupem Myry a to patrně velmi oblíbeným a rozsáhle činným v oblasti dobročinnosti. Byl též velmi zapáleným obhájcem víry a bojovníkem proti ariánství a pohanství. Je mu připisováno zničení několika pohanských chrámů.
Zároveň se též patrně zasazoval o spravedlivý přístup k cizincům a dohlížel na spravedlivý chod soudů. Nejspíše moudře, neboť se stal známým též jako ochránce nespravedlivě obviněných.
Zúčastnil se Prvního nikajského koncilu, kde se tvrdě postavil proti přívržencům ariánství.
Mikuláš z Myry zemřel patrně 6. prosince (podle některých historiků jde možná o fabulaci mající podložit umístění jeho svátku na tento den, aby nahradil pohanský svátek zrození Diany, římské bohyně lovu) v rozmezí let 345–352. Pohřben byl původně v Myře, avšak v 11. století, když se Byzantská říše potácela pod útoky četných nájezdníků, stala se Malá Asie součástí islámského světa. Pád Mikulášova hrobu do rukou muslimů vyburcoval italské námořníky, kteří v roce 1087 Myru přepadli a ostatky odvezli do Bari. Kryptu s Mikulášovými ostatky v Bari posvětil roku 1089 papež Urban II. V Demre dodnes stojí prázdný sarkofág.

## Úcta a tradice

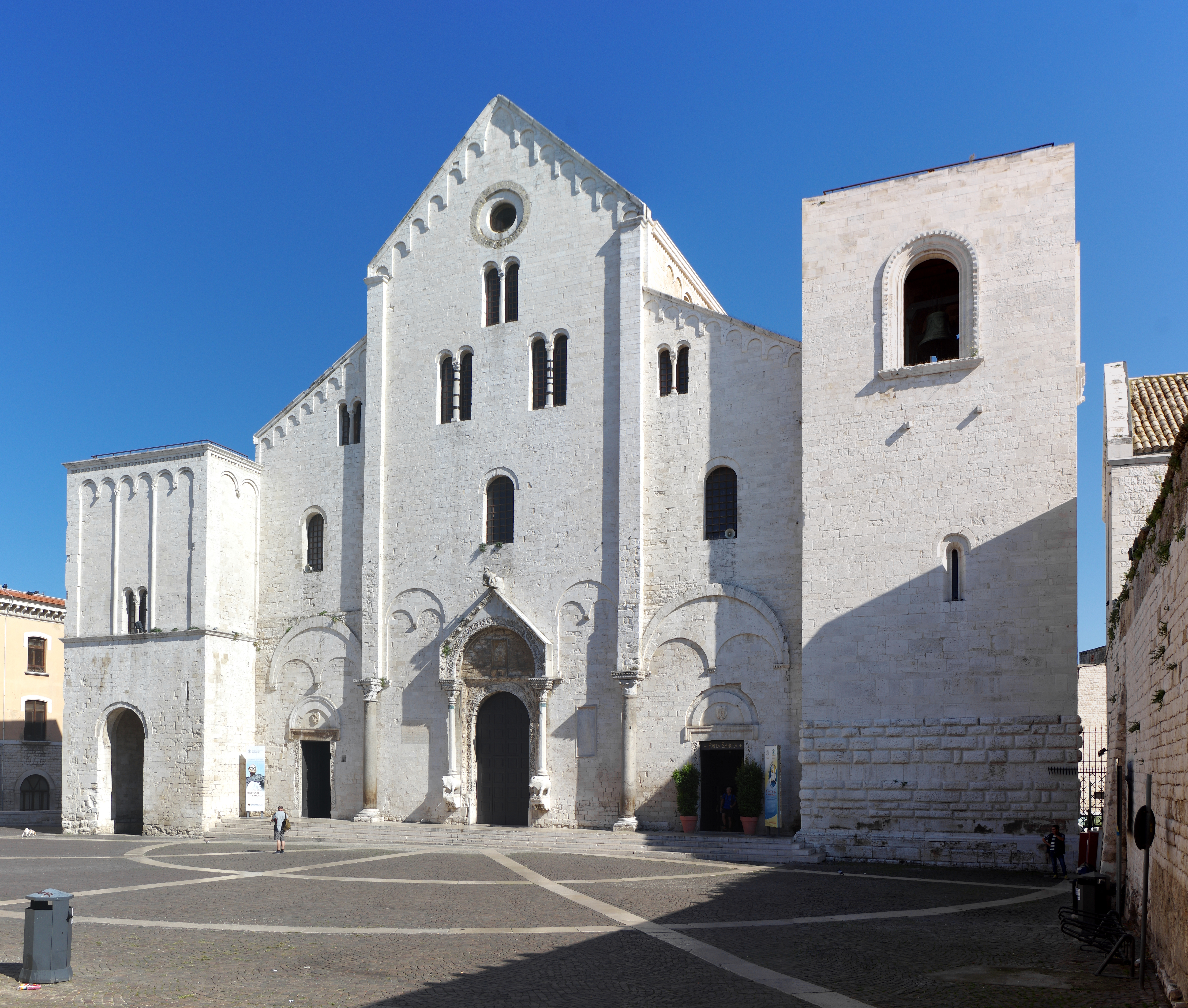
Basilica di San Nicola v Bari.

Jako všichni světci z jeho doby nebyl sv. Mikuláš z Myry nikdy oficiálně prohlášen svatým, jeho uctívání se prostě stalo součástí víry širokých vrstev a zvolna se šířilo, k jeho největší expanzi došlo ke konci 11. století v Kyjevské Rusi, jejíž byl patronem. Jeho kult se šířil i do dalších slovanských zemí a od 10. století do Evropy, zvláště Německa, Francie a Anglie. Za svatého ho uznávají všechny křesťanské církve, které úctu ke svatým praktikují, u pravoslavných jde o nejuctívanějšího světce (pomineme-li Pannu Marii), velmi oblíben je též v Nizozemí, Německu a USA.
V celé Evropě nacházíme často cykly se scénami z Mikulášova života – např. v německé Kostnici z 15. století nebo v kostele Panny Marie v Gdaňsku. Po světě jsou rozesety desetitisíce kostelů zasvěcených svatému Mikuláši, mimo jiné např. Basilica di San Nicola v Bari, kde jsou uchovávány jeho ostatky, ze kterých už po několik staletí vytéká tekutina, které jsou připisovány léčivé účinky. V Česku je to například katedrála svatého Mikuláše v Českých Budějovicích, v Praze stojí kostel na Staroměstském náměstí, na Malé Straně a barokní ve Vršovicích. V Brně stál kostel svatého Mikuláše na Náměstí Svobody. Více o tématu viz článek Seznam kostelů zasvěcených svatému Mikuláši.

## Zpodobnění a atributy
Mikuláš je zobrazován jako starší biskup s vousem; na Východě je zobrazován holohlavý. Jako nejčastější atribut mívá Mikuláš u sebe tři zlaté koule na knize. Tento atribut je spojen s legendou o šlechtici a jeho třech dcerách. Mikuláš bývá oblečen v červeném plášti, na hlavě mívá biskupskou mitru a v ruce biskupskou berlu.

## Legendy

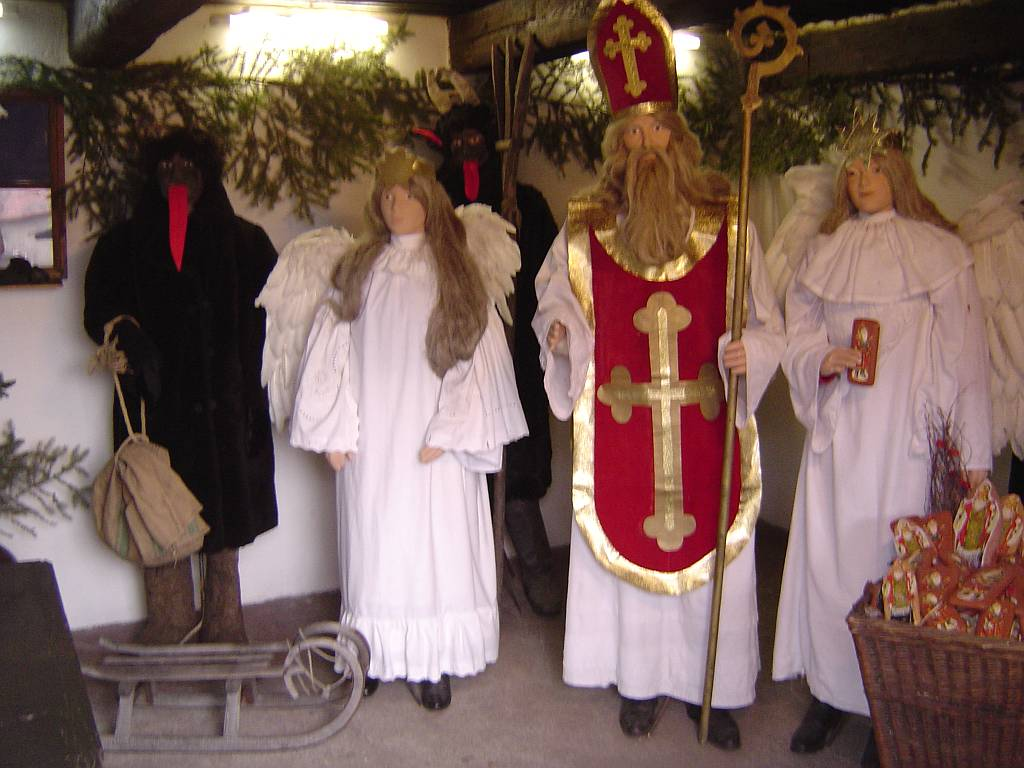
Figuríny Mikuláše, andělů a čertů ve skanzenu v Přerově nad Labem

### Legenda o šlechtici a jeho třech dcerách
Jde o jednu z nejstarších legend o sv. Mikulášovi, která se dochovala ve vícero podobách. Podle nejextrémnější verze zchudlý šlechtic poslal své tři dcery do veřejného domu, aby si vydělaly na věno. Mikuláš jim podle legendy hodil oknem po jednom sáčku se zlaťáky, takže mohly ukončit svou činnost a vdát se. Umírněnější a poměrně rozšířenější verze podávají celou záležitost tak, že zchudlá rodina uvízla v dluzích a vše směřovalo k tomu, že otec skončí ve vězení pro dlužníky a dcery budou prodány a odvlečeny do veřejných domů (resp. tam bez prostředků a věna nakonec stejně skončí). K tomu však nedošlo díky zásahu sv. Mikuláše, v jehož popisu se obě verze shodují. Rodina tak unikla z dluhů a zbylo i na věno.
Vzhledem k této legendě (a její „extrémní“ variantě) je světec též označován jako patron prostitutek, jsou tím však myšleny především bývalé prostitutky, či sexuální otrokyně. Na stejné legendě je též založena tradice mikulášské nadílky.

### Legenda o třech dětech
Podle této legendy sv. Mikuláš vzkřísil tři malé děti, které zlý hostinský zavraždil a uložil nasolené do sudů. Někteří ji označují za zveličení založené na Mikulášově přezkoumávání rozsudků smrti a zachraňování nespravedlivě odsouzených před popravou, kdy se ze záchrany před popravou postupně stalo vzkříšení.

## Sváteční tradice

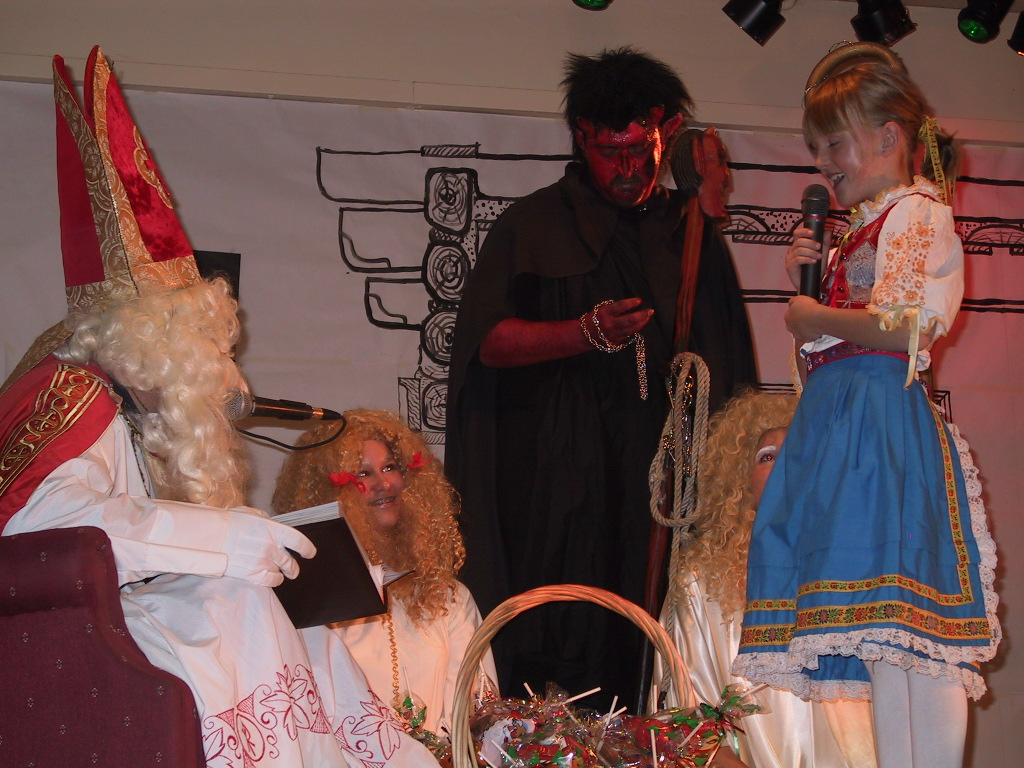
Mikuláš slovenských krajanů v Ottawě v Kanadě (7. prosince 2003)

Tradice spojené s Mikulášovou osobou jsou velmi pestré a krajově i národnostně se liší. Součástí většiny z nich je rozdávání dárků dětem. V USA se tato tradice postupně přetvořila ve fenomén Santa Clause, který ovšem dnes již roznáší dárky o Vánocích. Odtud se v této pozměněné podobě šíří do okolního světa. Santa Claus však nemá atributy a oděv českého Mikuláše, ale je oblečen do červeno-bílého oděvu, červeno-bílé čepice a vysokých holínek.

### Česko a Slovensko
V Česku a na Slovensku je v dnešní době při tzv. mikulášské nadílce Mikuláš představován v biskupském oděvu s dlouhým bílým vousem a je doprovázen anděly a čerty. Tato skupinka obchází domácnosti s dětmi 5. prosince v předvečer svátku sv. Mikuláše. Andělé s Mikulášem roznášejí dárky, čerti se starají o symbolické trestání a strašení zlobivých dětí. Ne vždy však byl Mikuláš doprovázen andělem a čertem. Jindy s ním chodil třeba obecní policajt. Anděl je ze všech společníků nejmodernější verzí. Celkově je Mikuláš jakousi přípravou na Vánoce, kdy se nerozdávají příliš hodnotné a trvalé dary, ale spíše jen nějaké pamlsky nebo malé dárky pro štěstí, však v době, ze které tento zvyk pochází, tedy v době kdy byly podobné laskominy a některé druhy ovoce méně dostupné, toto bylo oceňováno více než dnes. Ve všech dobách v této tradici však šlo především více o zážitek než o dary. Koledovalo se již před staletími, k mikulášským slavnostem se používaly i koně, vozy a hlasitá hudba.

### Nizozemsko a Belgie

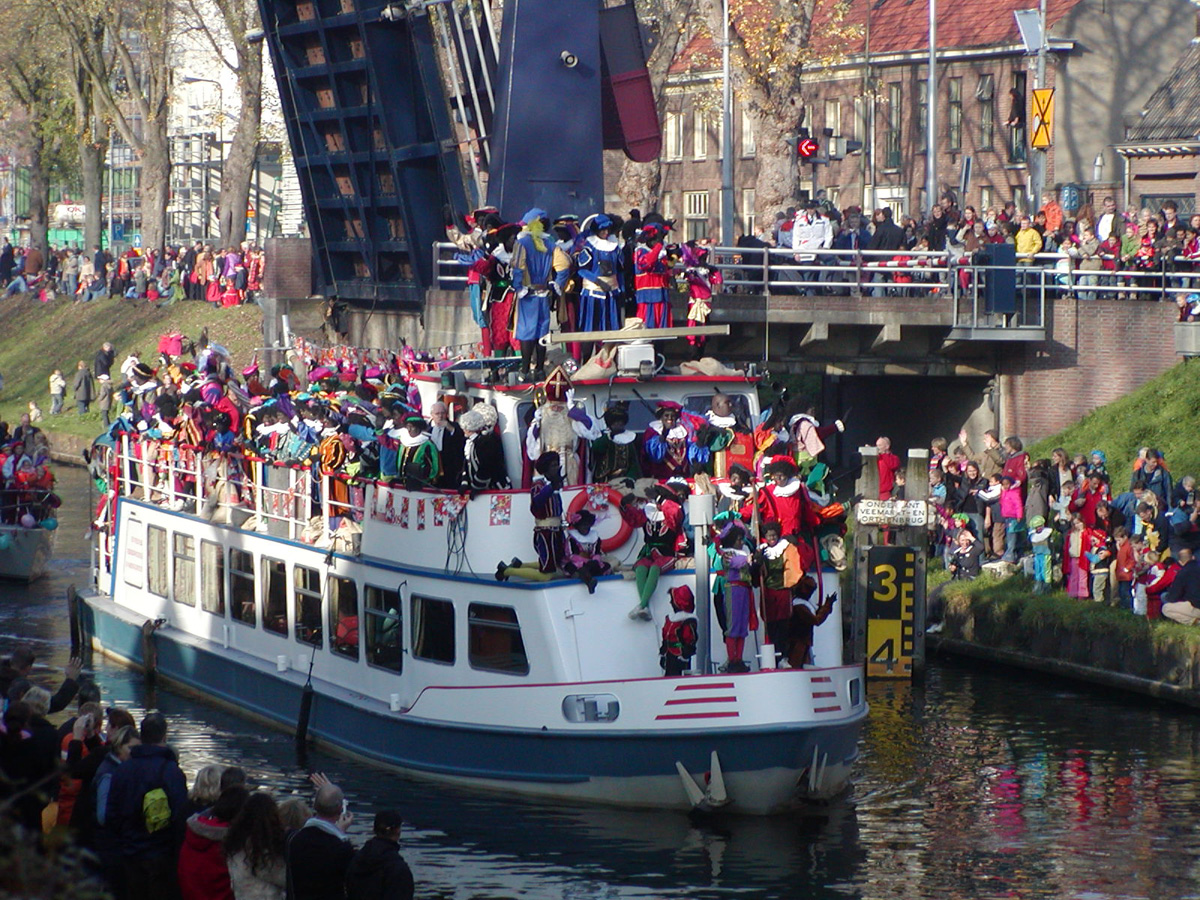
Sinterklaas připlouvá ze Španělska se svými pomocníky, Černými Petry

Také v Nizozemsku se jedná o tradici, která je určena především dětem. V Nizozemsku se Mikuláš označuje jako Sinterklaas, jeho kostým je obdobný jako v Česku a na Slovensku, ale místo andělů a čertů ho doprovází Zwarte Piet (Černý Petr). Sinterklaas vlastní červenou knihu, do které si zapisuje poznámky o hodných a zlobivých dětech. Černý Petr má jutový pytel, v němž mohou zlobivé děti skončit. Sinterklaas přijíždí již první sobotu po 11. listopadu, parníkem ze Španělska. Tato tradice pochází z 19. století, jednalo se o nutnou cestu z důvodu obstarání pomerančů a granátových jablek. Vítají ho davy lidí a v ulicích nizozemských měst se pohybuje na bílém koni. Do 5. prosince se věnuje návštěvám škol, nemocnic a nákupních center. 5. prosince děti připraví do blízkosti komínu (v moderních domácnostech k ústřednímu topení) své boty, do kterých často dávají mrkev či seno pro Sinterklaasova koně, který se pohybuje ve výšce nad komíny domů (odtud obdobně i Santa Claus). Dárky, často ve formě sladkostí, dostávají děti v severním Nizozemsku 5. prosince večer a v jižním Nizozemsku, Belgii, Lucembursku a severní Francii 6. prosince ráno. Sinterklaas ovlivnil vznik tradice Santa Clause v USA. Postava Černého Petra je však velmi kontroverzní, protože je chápána rasisticky a je asociována s otroctvím. Postava Černého Petra má původ buď ve španělské nadvládě nad Nizozemím, kdy by Černý Petr představoval maurského pážete, nebo v legendě, že chodí komínem a je tedy umouněný od popela. O tomto problému hovoří dokument afroamerického filmaře Rogera Rosse Williamse Is this Dutch holiday character racist? (2015).